# 安东尼·鲍伊
安东尼·李·鲍伊（英語：Anthony Lee Bowie，1963年11月9日—），美国NBA联盟前职业篮球运动员。他在1986年的NBA选秀中第3轮第19顺位被休斯顿火箭选中。